# 京都代官
京都代官（きょうとだいかん）は、江戸時代に京都に設置された役職で、京都所司代の支配下に置かれて京都周辺の天領・皇室領・公家領の支配を行うなど畿内における江戸幕府・朝廷の財政を主として管轄した。当初の名称は京都郡代（きょうとぐんだい）。
寛永11年（1635年）、五味豊直が京都の代官奉行に任じられ、二条城の西側に陣屋を設置したために「京都郡代」と呼称されたのが最初と言われている。当初は伏見奉行とともに畿内の訴訟を扱い、また所司代と共同で京都の市政なども管轄していたが、職務が繁忙となってきた。このため、万治3年（1660年）の五味豊直死去後に後任となった五味豊旨（豊直の子）と伏見奉行の小出尹貞の間で代官奉行の職務の分割が行われ、五味豊旨が代官業務専任となる。これが「京都代官」の始まりとされる（ただし、寛文4年（1664年）に五味豊旨の後を受けた鈴木重辰が代官に任じられた時を「京都代官」の始期とする説もある）。続いて4年後に所司代を含めた職務の再編成が行われて、新たに京都町奉行が発足した。その後、再び五味豊旨が継いだが、延宝8年（1680年）に五味豊旨の死去によって就任した小堀正憲以後は小堀氏による世襲となった。
小堀氏時代には知行高600石・役料1,000俵・躑躅間詰の格式が定められていた。二条城や朝廷の職務も掌ったことから属僚が多く、常時20-30名、最も多い時期には60名余が在籍していた。
役職としては、
- 皇室・公家領の支配と租税徴収の代行・諸作事。
- 二条城の管理・修繕。
- 京都の寺社に対する役料支給。
- 桂・木津・宇治・賀茂・淀といった山城国の河川交通の要所の支配。
- 山城国・摂津国・河内国・丹波国における天領支配。

などが挙げられる。また、大坂町奉行との管掌の調整の結果、大坂船手格を一時兼務したこともある。